# Château de Grand-Bigard
Le château de Grand-Bigard est situé à Grand-Bigard dans le Brabant flamand à 7 km à l'ouest de Bruxelles.

## Histoire
Almaric de Bigard qui fut le premier seigneur de Bigard, y vivait vers 1110. En 1422, Guillaume Rongman, seigneur de Bigard, est fait capitaine de la ville de Bruxelles, par Philippe le Bon. Guillaume Estor, est nommé panetier de Brabant par lettres patentes de Charles le Téméraire, puis devient échevin de Bruxelles en 1475.
Jean Estor et sa mère ont été jugés hérétiques (pour protestantisme) et exécutés le 6 janvier 1548, leurs biens, confisqués et la Seigneurie de Bigard vendue à Gaspard Schetz, Seigneur de Grobbendonck, le 14 février 1549, pour 17 800 livres.
La seigneurie fut érigée en marquisat sous le nom de Boisschot, quand Hélène de Boisschot, épousa Charles Ferdinand, comte de Königsegg-Rothenfels, régent intérimaire des Pays-Bas. Le comte Ferdinand de Boisschot au milieu du XVIIe siècle fit faire de nombreux travaux, et fit construire de nouveaux bâtiments. 
En 1902, l'ensemble était très délabré et Raymond Pelgrims de Bigard (en) mit trente ans à le réhabiliter .

## Architecture
Sa construction a débuté au début du XIIe siècle. Le château est entouré d’un large fossé enjambé par un pont à cinq arches, menant au pont-levis. La partie centrale du châtelet d’entrée date du XIVe siècle.

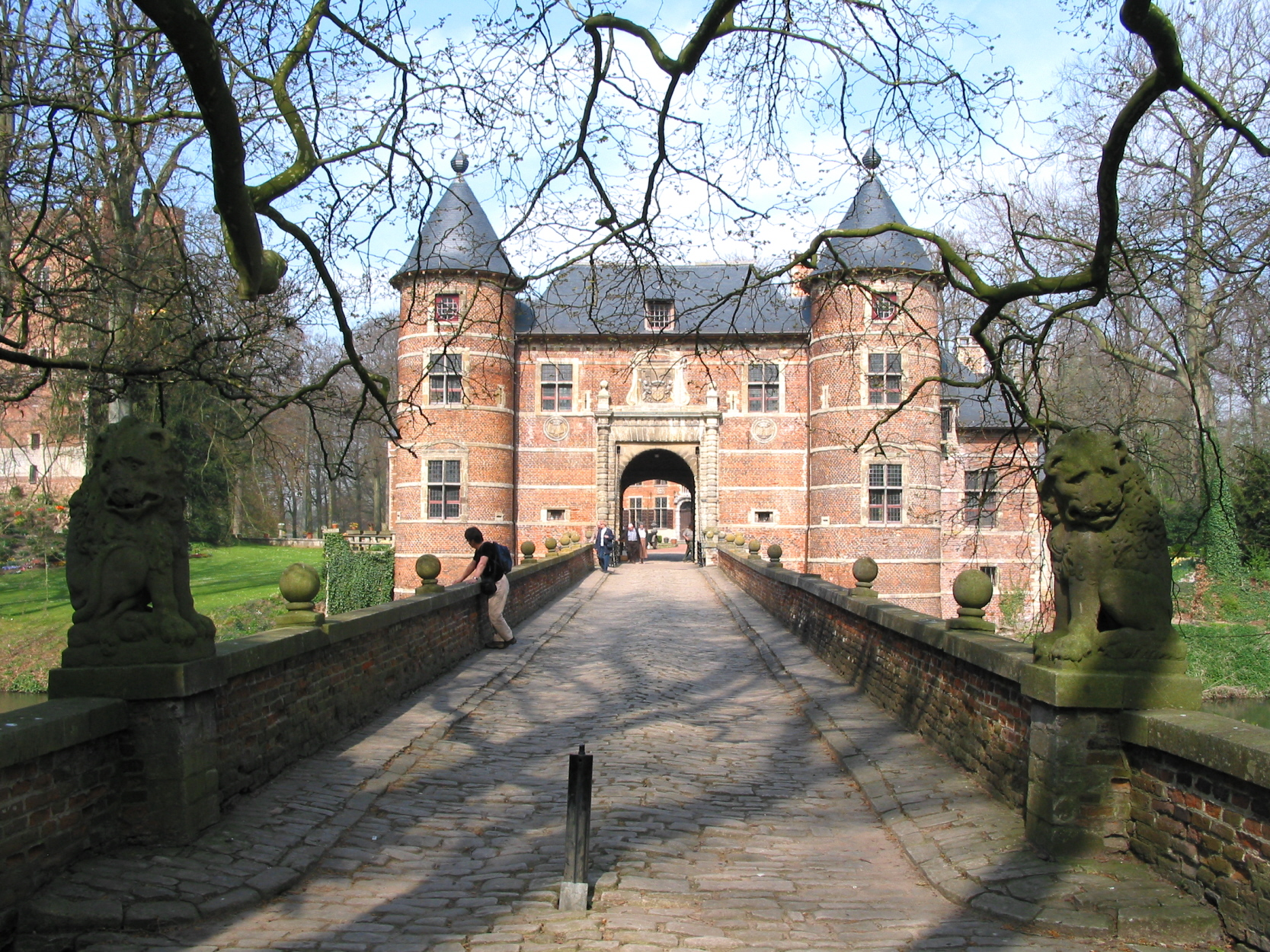
l'entrée du château

Le donjon de quatre étages, haut de trente mètres, est à gauche du châtelet d’entrée.
Le château, bâtiment Renaissance flamande, est formé d’un corps de logis à un étage de brique rose, aux fenêtres à meneaux entourées d'entablements de pierre blanche et à la toiture d’ardoises.
En 1640, la chapelle fut adossée à l'aile droite du château. On y trouve deux obits : celui de Ferdinand de Boisschot daté 1649 et celui de Charles Ferdinand de Königsegg-Rothenfels, marqué Vienne, 19 décembre 1759.

## Parc et jardins
Le parc de 14 hectares est ouvert au public, tout spécialement au printemps.
Les floralies du parc du château de Grand-Bigard sont dédiées aux tulipes avec plus de 300 variétés (hâtives, moyennes ou tardives mais également en classiques triomphes, botaniques, fleurs-de-lis, viridiflora, perroquets et multi-flora) ainsi qu'aux autres variétés de fleurs de printemps à bulbes. Plus d’un million d’oignons sont plantés.
Les nouvelles variétés, développées sous un numéro, attendent de recevoir un nom et ces créations sont une exclusivité.